# Football Club Fiorentino
El Football Club Fiorentino es un club de fútbol con sede en Fiorentino, San Marino. Fue fundado en 1974 y juega en el Campeonato Sanmarinense de Fútbol. Hasta el año 2005 se llamaba S.S. Montevito. Sus colores son azul y rojo.

## Historia
El club fue fundado en 1974 con el nombre de SS Montevito y con verde y negro como colores de la camiseta pero tuvo que dejar el deporte durante un periodo entre los años 1977 y 1979 y también en una segunda oportunidad entre los años 1982 y 1984. Luego en la temporada 2004/2005 se cambió el nombre al actual y los colores pasaron a ser de negro y verde a rojo y azul.

## Palmarés

### Torneos nacionales
- Campeonato Sanmarinense de fútbol (1): 1991-92